# Židé v afrických zemích

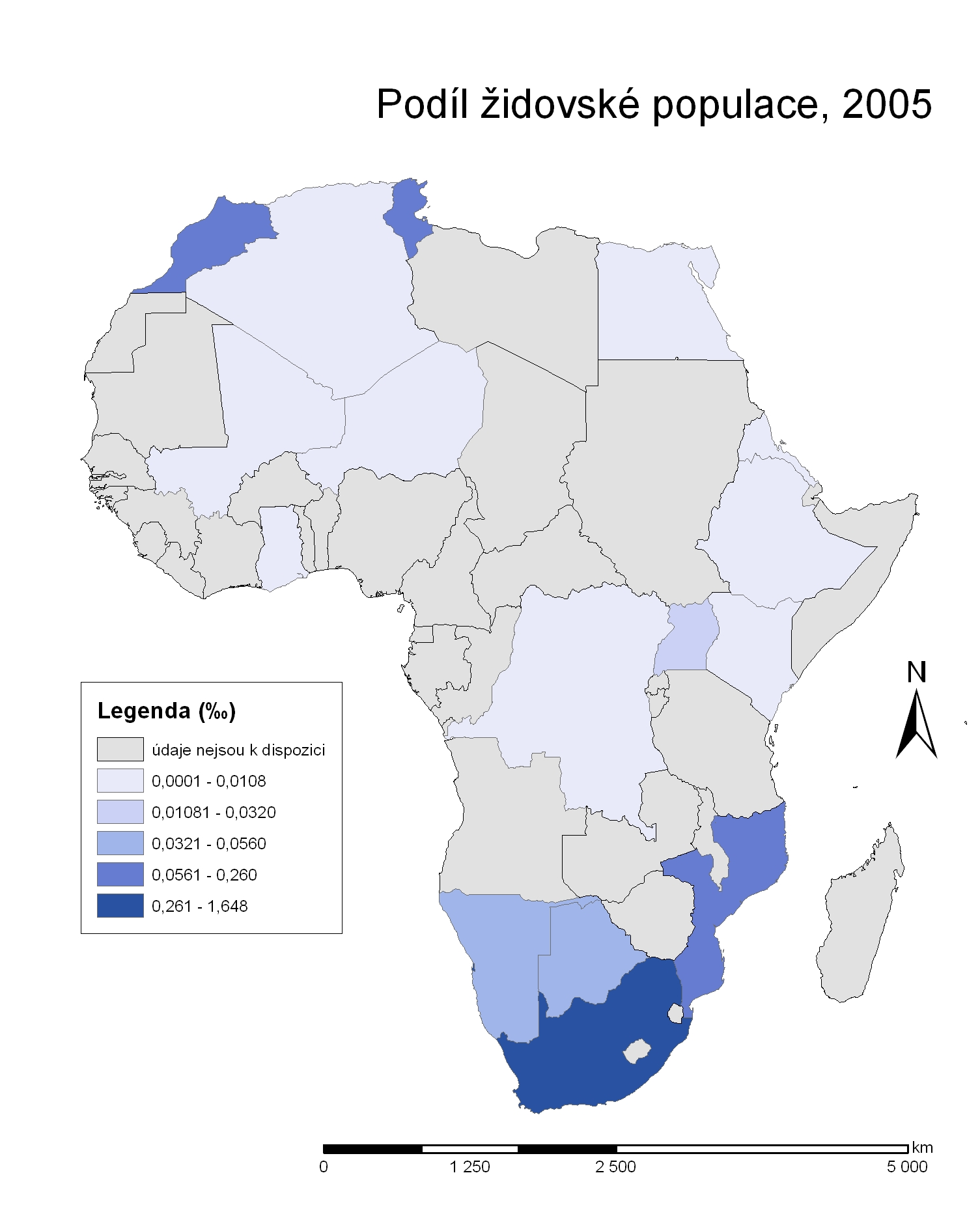
Podíl židovské populace v Africe

Židovské komunity v Africe, zvláště pak některé z nich, patří k nejstarším na světě a datují se více než 2700 let zpět. Židovský národ má s Afrikou úzké vztahy již od biblických časů. Tóra zmiňuje například Abrahamův dočasný pobyt v Egyptě nebo židovské zajetí pod faraonskou nadvládou. Africké židovstvo se vyznačuje etnickou a náboženskou rozmanitostí a bohatostí. Africké židovské komunity zahrnují:
- osamocené africké skupiny, které od starověkých časů neudržují kontakt se širší židovskou komunitou, ale které se prohlašují za potomky království Izraelského. Tyto skupiny zahrnují:
  - skupiny, které dodržují židovské rituály nebo zvyky a tradice jasně se podobající judaismu. Ačkoliv se v Africe nachází mnoho takovýchto skupin, světové židovstvo uznává Faláše neboli Beta Izrael („Dům Izraele“) v Etiopii jako historické židovské.
  - Skupiny, které nedodržují židovské rituály, jako například Lembové, kteří praktikují křesťanství či islám, ale mají genetické znaky, které je řadí mezi židovský národ.
- Sefardší židé a Mizrahští židé žijí v severní Africe, zejména pak v Maroku, Alžírsku, Libyi, Tunisku a Egyptě. Mnoho jich však emigrovalo především do Izraele a Francie a značné množství dále do Brazílie, Kanady a Spojených států. Malé, avšak aktivní, komunity zůstávají v Maroku a Tunisku.
- Jihoafričtí Židé, kteří jsou převážně aškenázové, jsou převážně potomky litevských imigrantů před holocaustem.

Ačkoliv ne všichni afričtí Židé jsou zbožní, většina obřadů v afrických židovských komunitách je ortodoxní.

## Přehled židovských komunit v afrických zemích
| stát                                         | region          | celková populacea | ‰ židovské populaceb | absolutní počet Židů |
| -------------------------------------------- | --------------- | ----------------- | -------------------- | -------------------- |
| Židé v Alžírsku                              | severní Afrika  | 33 333 216        | 0,003                | 100                  |
| Židé v Angole                                | jižní Afrika    | 12 263 596        | nezjištěno           | nezjištěno           |
| Židé v Beninu                                | západní Afrika  | 8 078 314         | nezjištěno           | nezjištěno           |
| Židé v Botswaně                              | jižní Afrika    | 1 815 508         | 0,055                | 100                  |
| Židé v Burundi                               | střední Afrika  | 8 390 505         | nezjištěno           | nezjištěno           |
| Židé v Burkině Faso                          | západní Afrika  | 14 326 203        | nezjištěno           | nezjištěno           |
| Židé v Čadu                                  | střední Afrika  | 9 885 661         | nezjištěno           | nezjištěno           |
| Židé v Demokratické republice kongo          | střední Afrika  | 65 751 512        | 0,0015               | 100                  |
| Židé v Džibutsku                             | východní Afrika | 496 374           | nezjištěno           | nezjištěno           |
| Židé v Egyptě                                | severní Afrika  | 80 335 036        | 0,0012               | 100                  |
| Židé v Eritreji                              | východní Afrika | 4 906 585         | 0,0002               | 1                    |
| Židé v Etiopii                               | východní Afrika | 76 511 887        | 0,0013               | 100                  |
| Židé v Gabonu                                | západní Afrika  | 1 454 867         | nezjištěno           | nezjištěno           |
| Židé v Gambii                                | západní Afrika  | 1 688 359         | nezjištěno           | nezjištěno           |
| Židé v Ghaně                                 | západní Afrika  | 22 931 299        | 0,035                | 800                  |
| Židé v Guineji                               | západní Afrika  | 9 947 814         | nezjištěno           | nezjištěno           |
| Židé v Guineji-Bissau                        | západní Afrika  | 1 472 780         | nezjištěno           | nezjištěno           |
| Židé v Jihoafrické republice                 | jižní Afrika    | 43 997 828        | 1,648                | 72 500               |
| Židé v Kamerunu                              | západní Afrika  | 18 060 382        | nezjištěno           | nezjištěno           |
| Židé na Kapverdách                           | západní Afrika  | 423 613           | nezjištěno           | nezjištěno           |
| Židé v Keni                                  | východní Afrika | 36 913 721        | 0.0108               | 400                  |
| Židé na Komorách                             | východní Afrika | 711 417           | nezjištěno           | nezjištěno           |
| Židé v Kongu                                 | střední Afrika  | 3 800 610         | nezjištěno           | nezjištěno           |
| Židé v Lesothu                               | jižní Afrika    | 2 125 262         | nezjištěno           | nezjištěno           |
| Židé v Libérii                               | západní Afrika  | 3 195 931         | nezjištěno           | nezjištěno           |
| Židé v Libyi                                 | severní Afrika  | 6 036 914         | nezjištěno           | nezjištěno           |
| Židé na Madagaskaru                          | jižní Afrika    | 19 448 815        | nezjištěno           | nezjištěno           |
| Židé v Malawi                                | jižní Afrika    | 13 603 181        | nezjištěno           | nezjištěno           |
| Židé v Mali                                  | západní Afrika  | 11 995 402        | 0,004                | 50                   |
| Židé v Maroku                                | severní Afrika  | 33 757 175        | 0,168                | 5 700                |
| Židé v Mauritánii                            | severní Afrika  | 3 270 065         | nezjištěno           | nezjištěno           |
| Židé na Mauriciu                             | jižní Afrika    | 1 250 882         | 0,032                | 40                   |
| Židé v Mosambiku                             | jižní Afrika    | 20 905 585        | 0,26                 | 5 500                |
| Židé v Namibii                               | jižní Afrika    | 2 055 080         | 0,056                | 115                  |
| Židé v Nigeru                                | západní Afrika  | 12 894 865        | nezjištěno           | nezjištěno           |
| Židé v Nigérii                               | západní Afrika  | 135 031 164       | 0,00074              | 100                  |
| Židé na Pobřeží slonoviny                    | západní Afrika  | 18 013 409        | nezjištěno           | nezjištěno           |
| Židé v Rovníkové Guineji                     | západní Afrika  | 551 201           | nezjištěno           | nezjištěno           |
| Židé ve Rwandě                               | střední Afrika  | 9 907 509         | nezjištěno           | nezjištěno           |
| Židé v Senegalu                              | západní Afrika  | 12 521 851        | nezjištěno           | nezjištěno           |
| Židé na Seychelách                           | východní Afrika | 81 895            | nezjištěno           | nezjištěno           |
| Židé v Sierra Leone                          | západní Afrika  | 6 144 562         | nezjištěno           | nezjištěno           |
| Židé v Somálsku                              | východní Afrika | 9 118 773         | nezjištěno           | nezjištěno           |
| Židé ve Středoafrické republice              | střední Afrika  | 4 369 038         | nezjištěno           | nezjištěno           |
| Židé v Súdánu                                | severní Afrika  | 39 379 358        | nezjištěno           | nezjištěno           |
| Židé na Svatém Tomáši a Princových ostrovech | západní Afrika  | 199 579           | nezjištěno           | nezjištěno           |
| Židé ve Svazijsku                            | jižní Afrika    | 1 133 066         | nezjištěno           | nezjištěno           |
| Židé v Tanzanii                              | východní Afrika | 39 384 223        | nezjištěno           | nezjištěno           |
| Židé v Togu                                  | západní Afrika  | 5 701 579         | nezjištěno           | nezjištěno           |
| Židé v Tunisku                               | severní Afrika  | 10 276 158        | 0,146                | 1 500                |
| Židé v Ugandě                                | východní Afrika | 30 262 610        | 0,025                | 750                  |
| Židé v Zambii                                | jižní Afrika    | 11 477 447        | nezjištěno           | nezjištěno           |
| Židé v Západní Sahaře                        | severní Afrika  | 382 617           | nezjištěno           | nezjištěno           |
| Židé v Zimbabwe                              | jižní Afrika    | 12 311 143        | 0,062                | 764                  |
| Celkem                                       | Celkem          | 934 253 429       | 0,094                | 87 620               |

Zdroj dat: American Jewish Committee Archives Archivováno 4. 8. 2019 na Wayback Machine. (rok 2005), SimpleToRemember.com – World Jewish Population, Nationmaster.com – Estimated number of Jews by country

a CIA – World Factbook, 2007 Archivováno 12. 8. 2008 na Wayback Machine.

b uváděno v promilích (počet Židů na 1 000 obyvatel)